# 栈道
栈道是建筑通道的一种。一指两个阁楼间所修筑的空中通道。另一指在山岩峭壁中凿孔梁铺木所设立的道路。如今一般泛指后者。

## 历史

### 中國

#### 战国时代
栈道作为建筑的一种在春秋战国时代时有出现。战国策中齐策与秦策都有对栈道的描述。其中秦国的栈道是相当庞大的运输系统。
秦栈道属于秦国交通系统的一部分。在史记中提到公元前三世纪，秦国就已经使用栈道： 当时的秦在上修建的栈道，用于向巴，蜀运粮。《战国策—秦策》有云：「范睢相秦，栈道千里，通于蜀汉。」其分佈在秦嶺、巴山、岷山之間，長度曾達數百公里。。

#### 楚汉相争时期
灭秦之后，刘邦入主蜀地，为迷惑项羽表示自己无意中原，曾纵火焚烧栈道；后韩信以「明修栈道，暗渡陈仓」之计，经陈仓古道偷袭大散关，获得通往关中平原的通道。

#### 汉代
汉代多次扩建栈道。其中较出名的是史记中所提到的汉武帝重修扩建褒斜栈道。西汉时期已有嘉陵故道、褒斜道、谠洛道和子午道四条通蜀的栈道。

#### 三国时代
三国时代，蜀汉和曹魏都将栈道作为缩短运输路线和兵力投送的工具。 其中，蜀汉因地理因素，投入大量人力物力修辍，扩建和新建了栈道。诸葛亮在修葺旧的栈道系统的时候，因剑阁的地形险要而以地势之利修建了被后世李白称为“一夫当关，万夫莫开”的剑门关。